# Hexatoma (Eriocera) nimbipennis
Hexatoma (Eriocera) nimbipennis is een tweevleugelige uit de familie steltmuggen (Limoniidae). De soort komt voor in het Oriëntaals gebied.